# Talisia obovata
Talisia obovata là một loài thực vật có hoa trong họ Bồ hòn. Loài này được A.C.Sm. miêu tả khoa học đầu tiên năm 1936.